# Latouchea fokienensis
Latouchea fokienensis es la única especie del género monotípico Latouchea perteneciente a la familia Gentianaceae, es originaria de China donde se encuentra en Fujian en las montañas a una altitud de 2000 metros.

## Descripción
Las plantas alcanzan un tamaño de 15-30 cm de altura. Poseen rizomas cortos y corpulentos, con raicillas largas. Tallos erectos, cilíndricos, estriados, simples. Hojas basales corto pecioladas; Limbo obovadas-espatulado, de 8-10 × 3-6 cm incluyendo el pecíolo, de base estrecha, margen entero o ligeramente ondulada, ápice redondeado, venas pinnadas. Hojas del tallo sésiles, espatuladas, de 1,5 a 2,5 cm × 10,7 mm, la base redondeada, margen entero, ápice obtuso, venas pinnadas. Las inflorescencias erectas, raquis cilíndricos, estriados, simple, de 3 mm de ancho cuando se presiona; nodos minuciosamente peludos. Pedicelo de 8-10 mm; brácteas 2 por flor, linear-lanceoladas, de 5-7 mm. Las cápsulas, ovoide-cónicas, de 1,5 a 1,8 cm. Las semillas de color marrón oscuro, 1,3-1,6 mm.

## Distribución y hábitat
Se encuentra en los bordes de caminos, bosques, a una altitud de 1000-2100 metros, en Fujian, Guangdong, Guangxi, Guizhou, Hunan, Sichuan, Yunnan.

## Taxonomía
Latouchea fokienensis fue descrita por  Adrien René Franchet y publicado en Bulletin de la Société Botanique de France 46: 212. 1899.